# Грип, Роланд
Бру́но Ро́ланд Грип (швед. Bruno Roland Grip; 1 января 1941, Krokom, Емтланд — 9 февраля 2024, Уппсала) — шведский футболист, игравший на позиции защитника. Известен по выступлениям за АИК. Участник двух чемпионатов мира 1970 и 1974 годов в составе национальной сборной Швеции.

## Клубная карьера
Во взрослом футболе дебютировал в 1962 году за команду «Эстерсунд», в которой провёл два сезона в третьем дивизионе страны.
В 1964 году перешёл в клуб высшего дивизиона АИК, в составе которого 26 апреля 1964 года дебютировал в чемпионате Швеции. В начале сезона 1966 года Грип, начинавший карьеру на позиции нападающего, был переведён на позицию защитника и стал получать больше игрового времени, а с 1967 года стал основным игроком клуба. Всего отыграл за команду из Стокгольма семь сезонов своей игровой карьеры.
12 марта 1970 года перешёл в клуб «Сириус», который находился ближе к месту жительства Грипа, однако защитник отыграл ещё целый сезон в АИК, так как клуб не мог найти замену и в то же время «Сириус» не хотел покупать его. В 1971 году он всё-таки присоединился к новой команде и провёл в ней следующие 5 сезонов, лишь два из которых (1973, 1974) были в высшем дивизионе. Несмотря на это, Грип продолжал регулярно играть за сборную.
Завершил карьеру футболиста выступлениями за любительскую команду «Ирон» (Бьорклинге) в 1976 году. Впоследствии в 1980—1982 годах был тренером этого клуба.
Скончался 9 февраля 2024 года в возрасте 83 лет в городе Уппсала.

## Карьера в сборной
19 февраля 1968 года дебютировал в официальных матчах в составе национальной сборной Швеции в товарищеском матче против Израиля (3:0).
В составе сборной был участником чемпионата мира 1970 года в Мексике, где сыграл во всех трёх матчах своей команды — с Италией (0:1), Израилем (1:1) и Уругваем (1:0), но шведы не сумели преодолеть групповой этап.
В дальнейшем Грип поехал с командой и на следующий чемпионат мира 1974 года в ФРГ. В этот раз он также выступал в трёх матчах с Нидерландами (0:0), Уругваем (3:0) и Польшей (0:1), а команда вылетела по итогам второго группового этапа. При этом игра против поляков стала последней для Роланда сборной. В течение карьеры в национальной команде, которая длилась 7 лет, провёл в её форме 55 матчей, забив 1 гол .